# Einar Valentino Rønn
 Einar Valentino Rønn er en fiktiv person i de 10 romaner i krimiserien Roman om en forbrydelse.
Rønn er en af detektiverne i Rigsmordskommissionen og den medarbejder, som Martin Beck bryder sig mindst om. Rønn er fra den nordlandske by Arjeplog og har giftet sig med en same fra Lapland.
Gunvald Larsson kan vældig godt lide Rønn, hvilket må skyldes, at Rønn er den eneste ven, Gunvald Larsson har i hele politietaten.